# Lawrani
Lawrani ( Del Aymara lawra una especie de pez, -ni es un sufijo, también Laurani) es un cordón montañoso en los Andes bolivianos. El cual alcanza alturas de aproximadamente 3.990 MSNM. Esta localizada en el departamento de Oruro, en la Provincia de Nor Carangas.